# Puzieux (Moselle)
Puzieux je francouzská obec v departementu Moselle v regionu Grand Est. V roce 2013 zde žilo 181 obyvatel.

## Poloha
Sousední obce jsou: Alaincourt-la-Côte, Craincourt, Delme a Xocourt.

## Vývoj počtu obyvatel
Počet obyvatel